# Macedonit
Macedonit je mineral s kemijsko formulo PbTiO3, svinčev titanat s tetragonalnim kristalnim sistemom. Je črne barve z rahlim rjavim odtenkom, zelo krhek in s steklastim sijajem.
Prvič je bil odkrit in opisan leta 1971 z najdišča v kamnolomu Crni kamen na Prilepsko–Bitolskem polju 11 km jugozahodno od Prilepa v takratni Socialistični republiki Makedoniji (zdaj Severna Makedonija), kot prvi znani primerek svinčevega titanata v naravi. Po Makedoniji je dobil tudi ime. Svinčev titanat je bil takrat sicer že znan in umetno sintetiziran kot dober piezoelektrik. V Crnem kamnu se pojavlja kot redek vključek v mikroklinovo-kvarčnih sienitnih pegmatitnih žilah, ki sekajo piroksenovo-amfibolni skrilavec.
Tipske primerke hranita Inštitut za jedrske surovine v Beogradu in ameriški Nacionalni prirodoslovni muzej v Washingtonu. Kmalu po odkritju je bila opisana še najdba v rudniku Långban blizu Filipstada v osrednji Švedski. Tam se pojavlja kot vključek v hematitu in magnetoplumbitu.